# Cyril Stanley Smith

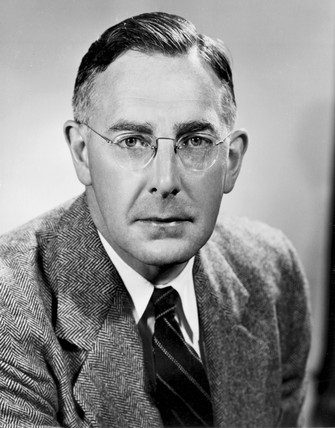
Cyril Stanley Smith

Cyril Stanley Smith (* 4. Oktober 1903 in Birmingham; † 25. August 1992 in Cambridge) war ein britischer Metallurge und Wissenschaftshistoriker.
Nach dem Bachelor-Abschluss in Metallurgie an der University of Birmingham 1924 ging er in die USA. 1926 wurde er am Massachusetts Institute of Technology (MIT) promoviert und forschte dort bis 1927, als er Metallurge bei der American Brass Company wurde, wo er bis 1942 blieb. Er forschte dort über elektrische und thermische Leitfähigkeit sowie magnetische und mechanische Eigenschaften von Kupferlegierungen und hielt rund 20 US-Patente. Im Zweiten Weltkrieg arbeitete er im Manhattan Project und leitete dort die Präparation des Spaltmaterials und anderer Metalle. Dafür erhielt er 1946 die Presidential Medal of Merit. 1946 wurde er Professor an der University of Chicago und Gründungsdirektor von dessen Institut für Metallurgie. Unter Präsident Harry Truman wurde er eines der neun Mitglieder des wissenschaftlichen Beratungskomitees der Atomic Energy Commission und er war im Scientific Advisory Committee des US-Präsidenten. 1961 wurde er Institute Professor am MIT. Dort gründete er ein Labor für Metallurgie in der Archäologie, Ethnologie und Kunstgeschichte und befasste sich mit Wissenschaftsgeschichte der Metallurgie. 1969 ging  er in den Ruhestand.
1950 wurde Smith in die American Academy of Arts and Sciences gewählt, 1955 in die American Philosophical Society und 1957 in die National Academy of Sciences. 1970 wurde er zum korrespondierenden Mitglied der Göttinger Akademie der Wissenschaften gewählt. 1961 erhielt er die Gold Medal der American Society of Metals und den  Pfizer Award (für A history of metallography 1960). 1981 erhielt er den Dexter Award, 1966 den Leonardo da Vinci Award der Society for the History of Technology, 1970 die Platinum Medal des Institute of Metals und 1991 den Gemant Award des American Institute of Physics. Er war Herausgeber der Acta Metallurgica und Mitherausgeber des Bulletin of Atomic Scientists.
1987 machte er die von Sébastien Truchet im 18. Jahrhundert entwickelten Truchet-Fliesen einer breiten Öffentlichkeit bekannt. Seither werden sie verstärkt beim Grafikdesign für die Visualisierung vielfältiger Muster angewendet.

## Schriften
- Grain Shapes and Other Metallurgical Applications of Topology, Metal interfaces: a seminar on metal interfaces held during the Thirty-third National Metal Congress and Exposition, Detroit, October 13 to 19, 1951, Cleveland: American Society for Metals 1952, S. 65–108.
- A History of Metallography: The Development of Ideas on the Structure of Metal before 1890, Chicago: University of Chicago Press, 1960
- Sources for the History of the Science of Steel 1532–1786. Cambridge, Massachusetts: Society for the History of Technology 1968
- From Art to Science. Cambridge, Massachusetts: MIT Press 1980
- A Search for Structure: Selected Essays on Science, Art and History. Cambridge, Massachusetts: MIT Press. 1981
- History of Metallography: The Development of Ideas on the Structure of Metals Before 1890. Cambridge, Massachusetts: MIT Press 1988
- Übersetzer mit Martha Teach Gnudi: Vannoccio Biringuccio. The Pirotechnia of Vanoccio Biringuccio, Dover